# Наркао
Наркао (італ. Narcao, сард. Narcau) — муніципалітет в Італії, у регіоні Сардинія,  провінція Карбонія-Іглезіас.
Наркао розташоване на відстані близько 450 км на південний захід від Рима, 38 км на захід від Кальярі, 15 км на схід від Карбонії, 22 км на південний схід від Іглезіас.
Населення — 3279 осіб (2014).
Щорічний фестиваль відбувається 14 серпня. Покровитель — святий Миколай.

## Демографія
Населення за роками:

Станом на 1 січня 2023 року в муніципалітеті офіційно проживало 60 іноземців з 16 країн, серед них 13 громадян країн Євросоюзу та 1 громадянин України.

## Міста-побратими
- Бовеньо, Італія
- Ле-Рю-де-Вінь, Франція

## Сусідні муніципалітети
- Карбонія
- Іглезіас
- Нуксіс
- Пердаксіус
- Сілікуа
- Вілламассарджа
- Віллаперуччо